# Афанасій (неаполітанський дука)
Афанасій (†898) — неаполітанський дука (878–898), син дуки Григорія III та брат Сергія II.
У 878 він був єпископом Неаполя та повстав проти Сергія II, осліпив його і захопив владу в дукаті.
Державний переворот відбувався за фінансового сприяння папи Римського Іоанна VIII, який бажав розірвати союз Неаполя з сарацинами. 9 вересня 876 папа писав Афанасію «non diligere Deum, qui mandata eius participando cum perfidis non custodit.»
Однак, у 879 Іоанн відлучив Афанасія від церкви, оскільки той продовжував мати дружні стосунки з сарацинами. Афанасій брав у часть у війні за капуанський престол. Він допомагав Атенульфу I проти його братів і кузенів. Разом з військом візантійців він обложив Капую. З 881 Афанасій правив у Капуї як технічний васал князя Салернського Гваймара I. У 886 Афанасій був звільнений від відлучення від церкви, проте знову уклав союз з сарацинами. Папа Стефан V пригрозив йому блокадою Неаполя.
З 887 Капуєю став правити Атенульф, який був змушений вести війну з Афанасієм за Лібурнію. У 895 Афанасій організував бунт прихильників Неаполя у Салерно, проте молодий син Гваймара I — Гваймар II придушив повстання.
Афанасій зміцнив владу і престиж Неаполя. Він був грекофілом, приклав багато зусиль для збереження грецьких рукописів, підтримував добрі відносини з Візантією. Мав дочку Гемму, яку видав за князя Беневентського Ландульфа I. Афанасію спадкував його племінник Григорій IV.